# 프린스에드워드아일랜드 대학교
프린스에드워드아일랜드 대학교(University of Prince Edward Island)는 캐나다 프린스에드워드아일랜드주 샬럿타운에 위치한 대학이다.
1969년 기존의 프린스오브웨일스 칼리지와 세인트던스턴 대학을 통합하여 설립되었다,